# Молодёжная (станция метро, Москва)
«Молодёжная» — станция Арбатско-Покровской линии Московского метрополитена. Расположена между станциями «Кунцевская» и «Крылатское».

## История
Станция названа по находившейся рядом Молодёжной улице бывшего подмосковного города Кунцево. В 1962 году, после присоединения Кунцева к Москве, бывшая Молодёжная была переименована в Молодогвардейскую из-за схожести названия с уже существовавшей на юго-западе столицы в Гагаринском районе Молодёжной улицей.
«Молодёжная» была открыта 5 июля 1965 года в составе участка «Пионерская» — «Молодёжная» Филёвской линии, став 73-й станцией Московского метрополитена. Была конечной станцией до 31 декабря 1989 года, когда линия была продлена до станции «Крылатское».
В ноябре 1991 года станцию предлагали переименовать в «Рублёвскую», а также чуть позже в «Ярцевскую».
До января 2008 года «Молодёжная» входила в состав Филёвской линии. 7 января 2008 года, после открытия движения на участке «Парк Победы» — «Кунцевская», участок «Кунцевская» — «Крылатское» вошёл в состав Арбатско-Покровской линии.

## Вестибюли и пересадки
У станции два наземных вестибюля, выполненные в виде стеклянных павильонов. Западный вестибюль расположен на Ярцевской улице, а восточный — на Ельнинской.
Оба вестибюля соединены со станционным залом эскалаторами. В 1995—1996 годах эскалаторы были заменены на новые (модель ЭТ-5М), причём на восточном выходе установлены эскалаторы с балюстрадами из нержавеющей стали. В 2010 году турникеты были заменены на новые (типа УТ-2009).
Несмотря на то, что на каждый из вестибюлей приходится по паре эскалаторов, они работают лишь по направлению к выходу. В станционный зал можно спуститься по лестнице, расположенной параллельно эскалаторам.

## Станция в цифрах
Глубина заложения 6,5 м. Суточный пассажиропоток 51 150 чел./сутки. Пикет ПК145+80. Расстояние по путям до станции «Крылатское» 1918 метров.
- Таблица времени прохождения первого поезда через станцию[2]:

| По чётным числам               | Будние дни | Выходные дни |
| По нечётным числам             | Будние дни | Выходные дни |
| В сторону станции «Кунцевская» | 05:43:00   | 05:43:00     |
| В сторону станции «Кунцевская» | 05:40:00   | 05:40:00     |
| В сторону станции «Крылатское» | 05:43:00   | 05:43:00     |
| В сторону станции «Крылатское» | 05:55:00   | 05:55:00     |

## Техническая характеристика
Конструкция станции — колонная трёхпролётная мелкого заложения. На станции два ряда по 38 железобетонных колонн. Сооружена из сборных конструкций по типовому проекту. Шаг колонн — 4 м. Расстояние между осями рядов колонн — 5,9 м.

## Оформление
Колонны отделаны белым и серым мрамором с бордюрами из розового мрамора в верхней и нижней части, пол выложен серым и розовым гранитом, путевые стены облицованы сверху белой, снизу чёрной керамической плиткой. Архитектор станции — Р. И. Погребной. С октября 2021 по январь 2023 года проводились работы по замене облицовочной плитки на путевых стенах.

## Путевое развитие
За станцией расположены тупики, используемые как для ночного отстоя составов, так и для оборота составов, следующих до «Молодёжной». Через эти тупики осуществлялся оборот составов с 1965 по 1989 год, когда «Молодёжная» являлась конечной на Филёвской линии. Также она была конечной и в составе Арбатско-Покровской линии в течение всей первой половины дня 7 января 2008 года.

## Наземный общественный транспорт
На этой станции можно пересесть на следующие маршруты городского пассажирского транспорта:
- Автобусы: е24, 127, 135, 200, 225, 229, 251, 251к, 259, 391, 464, 626, 660, 732, 757, 794, 829, н14

## Галерея
| - Посадочная платформа - Название на путевой стене (до реконструкции путевых стен) - Восточный вестибюль - Западный вестибюль - Состав типа «Русич» стоит на станции - Состав типа «Русич» уезжает к станции «Кунцевская» |